# Chetogena subnitens
Chetogena subnitens är en tvåvingeart som först beskrevs av Aldrich och Herbert John Webber 1924.  Chetogena subnitens ingår i släktet Chetogena och familjen parasitflugor.
Artens utbredningsområde är Virginia. Inga underarter finns listade i Catalogue of Life.